# Клаузевиц, Карл фон
Карл Фили́пп Го́тлиб фон Кла́узевиц (нем. Carl Philipp Gottlieb von Clausewitz; 1 июня 1780, Бург, герцогство Магдебург, Пруссия — 16 ноября 1831, Бреслау, Пруссия) — прусский военный деятель, военачальник, военный теоретик, историк и этик. Полковник Русской армии (1813), генерал-майор Прусской армии (1818).

## Биография

### Ранние годы
Карл фон Клаузевиц родился в небольшом городке Бург близ Магдебурга в семье акцизного чиновника Фридриха Габриэля фон Клаузевица (1740—1802). Отец Карла участвовал в Семилетней войне и дослужился до лейтенанта. Семья причисляла себя (скорее всего, несправедливо) к верхнесилезскому дворянству, однако её благородное происхождение находилось под вопросом. Только в 1827 году Клаузевиц получил документы, подтверждающие его дворянский статус (в первую очередь из-за того, что он уже имел генеральский чин и был женат на придворной даме из графского рода). Старшие братья Фридрих Вольмар (1771—1854) и Вильгельм Бенедикт (1773—1849) также стали довольно известными генералами. 
В Бурге Клаузевиц посещал местную латинскую школу. В 1792 году (в возрасте 12 лет) был зачислен юнкером в 34-й пехотный полк принца Людвига Фридриха. В конце января 1793 года вместе с полком прибыл к берегам Рейна для участия в войне против революционной Франции. Побывал в огне в серии стычек с французами во время осады Майнца. 6 июня произведён в первый офицерский чин портупей-прапорщика (Fähnrich) и 23 июля стал свидетелем падения крепости. Весной 1795 года полк Клаузевица располагался вблизи Оснабрюка. Не имея серьёзных служебных обязанностей, юноша увлёкся чтением. В 1795—1801 годах продолжил службу в Нойруппине (недалеко от Берлина). В чине лейтенанта участвовал в занятиях полковой школы, организованной полковником Ф. В. А. фон Чаммером. К этому времени относится отзыв Чаммера о молодом офицере: «Отличный молодой человек, полезный и ревностный в своей службе, умный и ищет возможности приобретать любого рода знание».
В 1801—1804 годах Клаузевиц обучался в Институте военных наук для молодых пехотных и кавалерийских офицеров (будущей Военной академии), организованной полковником Г. фон Шарнхорстом. В ходе обучения сблизился с последним и попал под его в влияние, ставшее определяющим в его карьере и теоретической деятельности. Вступил в Военное общество, организованное этим военным реформатором. Ключевое влияние Шарнхорста на Клаузевица заключалось в критическом отношении к философии Просвещения — её методам научного познания, в том числе и в военной области. К этому периоду относятся первые серьёзные работы молодого офицера: описание кампаний Густава II Адольфа 1630—1632 гг., критическое обозрение сочинения Бюлова и некоторые другие. В 1803 году Клаузевиц был назначен адъютантом к принцу Августу (двоюродному брату короля Фридриха Вильгельма III), а через год окончил обучение в Институте первым по успехам.
Служба при принце Августе дала Клаузевицу возможность войти в придворные круги. В этом обществе в декабре 1803 года он познакомился с графиней Марией фон Брюль. В конце 1805 года они открылись друг другу в чувствах. Мария происходила из аристократической семьи, занимавшей высокое положение в обществе. Её мать позволила ей переписываться с Клаузевицем, но выступила против свадьбы, потому что жених не обладал необходимым происхождением, состоянием или положением на службе.

### 1806 год и реформы
В 1806 году Клаузевиц состоял при принце Августе в ходе войны Пруссии против Наполеона. Участвовал в неудачном для пруссаков сражении при Йене и Ауэрштедте. Вместе с принцем Августом пытался организовать бой трёх гренадерских батальонов близ Ауэрштедта, затем принял командование над одним из них. В ходе отступления после сражения примкнул к армии Гогенлоэ. 28 октября близ Пренцлау вместе с принцем попал в плен к французам.
В конце 1806 года принц Август и Клаузевиц последовали во Францию в качестве пленников. На довольно вольготных условиях Карл пребывал в Нанси, затем в Суасоне. Кроме того, он провёл три недели в Париже. В конце июля 1807 года, после заключения Тильзитского мира, пленники получили разрешение вернуться в Пруссию. По пути Клаузевиц провёл два месяца в Коппе (близ Женевы) в гостях у мадам де Сталь, где общался с мадам Рекамье, Августом Шлегелем, Песталоцци и др. В ноябре 1807 года возвратился в Берлин, в августе 1808 года отбыл ко двору, который пребывал в Кёнигсберге. Результатом вынужденного путешествия стали работы Клаузевица о национальном характере французов и немцев и о педагогической системе Песталоцци.
С 1808 года Клаузевиц принял участие в прусских военных реформах, войдя в круг доверенных лиц их автора Шарнхорста. В феврале 1809 года назначен в распоряжение военного министра и произведён в капитаны. Осенью стал главой канцелярии военного министра. Помогал в составлении записок и писем, ведении журналов заседаний, составлял сводки военных известий. Склонялся к необходимости открытого выступления против Наполеона при первой возможности. 
В 1810 году Клаузевиц был произведён в майоры, зачислен в Генеральный штаб и в состав Военной школы. Под руководством Шарнхорста участвовал в разработке методов штабной работы и преподавал стратегию и тактику будущим штабным офицерам. В феврале 1811 года назначен в комиссию по составлению пехотных и кавалерийских уставов. Кроме того, в октябре 1810 года начал занятия по военному искусству с кронпринцем Фридрихом Вильгельмом. Эти уроки будут отражены в работе «Принципы войны».

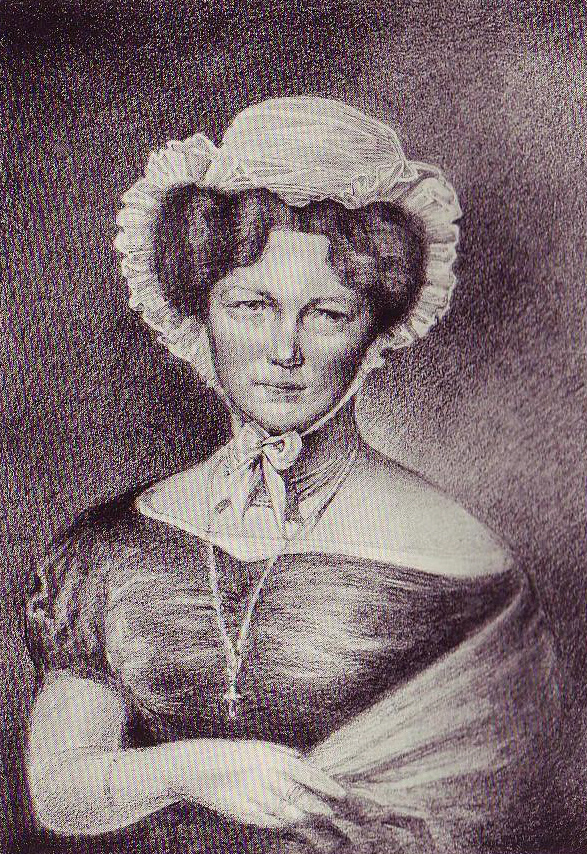
Неизвестный художник. Портрет Марии фон Брюль (Клаузевиц). До 1830

17 декабря 1810 года Клаузевиц женился на графине Марии фон Брюль. На долгие годы пара сохранила теплые отношения, умственно обогащавшие их обоих. Собственные духовные стремления и общение с женой привели Клаузевица в центр германской интеллектуальной и артистической жизни начала XIX века. Он находился под значительным влиянием Макиавелли, Канта и Фихте, ценил Гёте и Шиллера. Чета Клаузевицев общалась с философами Фихте, Шлейермахером, учёным Вильгельмом фон Гумбольдтом, поэтом Арнимом, издателями Генрихом фон Клейстом и Адамом Мюллером, юристом Савиньи и др. 
Как и многие современники, Клаузевиц пытался осмыслить феномен Наполеона, прусскую катастрофу 1806 года и место германской нации в Европе. Клаузевиц был убеждён, что Пруссия должна бросить вызов Наполеону и повести за собой других немцев. Ещё в апреле 1809 года он без успеха пытался перейти на австрийскую службу, чтобы принять участие в кампании 1809 года. После неудачи искал возможность принять участие в британских кампаниях на Пиренеях. Ориентируясь на опыт испанцев, Клаузевиц стал выступать за открытие партизанской войны против французов по всей Германии. Однако король Фридрих Вильгельм III не оправдывал надежд реформаторов: преобразования шли медленно, Пруссия прочно находилась в орбите империи Наполеона, а в 1810 году монарх вынужден был подчиниться давлению французского императора и удалить Шарнхорста.

### 1812 год в России
Когда в начале 1812 года Пруссия заключила союз с Францией, Клаузевиц покинул прусскую службу. В феврале он составил записку, известную как «Исповедь» (Bekenntnisdenkschrift). В этом документе прусский офицер выражал протест против профранцузской политики монарха. Подчеркивая, что «король — представитель нации», он отрицал абсолютный характер его власти и необходимость безусловной лояльности. Более того, Клаузевиц отрицал существование конфликта между долгом верноподданного и долгом честного человека: и то, и другое, требовало сопротивления французскому господству. В последней части «Исповеди» говорилось о моральной и политической необходимости для Пруссии вести борьбу против Наполеона, вплоть до всеобщего восстания для свержения чужеземного владычества.

31 марта 1812 года майор Клаузевиц покинул Берлин, а 18 апреля формально подал в отставку. 20 мая он прибыл в ставку Александра I в Вильне и вступил на русскую службу. В звании подполковника Свиты по квартирмейстерской части он был направлен в распоряжение генерала К. фон Пфуля и принял участие в войне 1812 года.

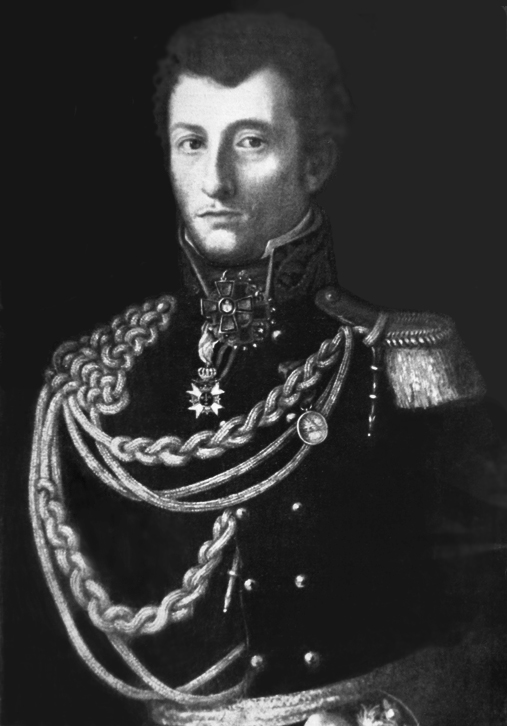
Портрет Клаузевица в русском мундире. 1810-е

Не зная русского языка и испытывая на себе недоверие русских начальников к иностранцам, Клаузевиц не мог серьёзно влиять на события и играл в них преимущественно пассивную роль. Он был отправлен для оценки состояния Дрисского лагеря. Найдя лагерь неудовлетворительным, доложил об этом российскому императору, способствовав решению оставить эту позицию. Вскоре получил назначение начальником штаба арьергарда 1-й армии, затем офицером штаба 1-й армии и с прибытием в войска М. И. Кутузова — начальником штаба корпуса графа Ф. П. Уварова. В последнем качестве участвовал в Бородинском сражении, находился при войсках в ходе рейда Платова-Уварова. 
В середине октября Клаузевиц достиг Санкт-Петербурга, откуда должен был отправиться в Ригу. Однако вместо этого, вступил в Русско-германский легион и стал начальником его штаба. Не имея занятий в этом качестве, был временно командирован в 1-й корпус П. Х. Витгенштейна. 16—17 ноября прибыл к новому месту службы и участвовал в преследовании французов до западных границ Российской империи. В конце декабря участвовал в переговорах с командующим прусским корпусом генерал-лейтенантом графом Л. Йорком фон Вартенбургом. Сумел убедить последнего оставить Наполеона и перейти на сторону коалиции. Решение было оформлено в Тауроггенской конвенции, текст которой (по свидетельству И. И. Дибича) составил Клаузевиц. В феврале 1813 года организовывал восточно-прусский ландвер, несмотря на то, что Пруссия тогда ещё официально не вступила в войну против Франции.

### 1813 год и «Сто дней»
В марте 1813 года Клаузевиц ненадолго заехал в Берлин, после чего отправился в Силезию, где разместился королевский двор. Его просьба о принятии обратно на прусскую службу была отклонена Фридрихом Вильгельмом III, окружение которого встретило автора «Исповеди» подчёркнуто холодно. Формально Клаузевиц был назначен русским связным офицером в штаб-квартире Г. Л. фон Блюхера, но в действительности исполнял обязанности помощника Шарнхорста и А. фон Гнейзенау.
В мае 1813 года Клаузевиц находился при штаб-квартире русско-прусских войск. Был в огне в ходе сражения при Лютцене, где получил смертельное ранение Шарнхорст. Вместе с Гнейзенау, принимал участие в решении союзников дать ещё один бой французам при Бауцене. Вновь получил отказ короля в определении на прусскую службу и вынужден был перейти на должность начальника штаба корпуса графа Л. фон Вальмодена, куда входил Русско-германский легион. 16 сентября участвовал в успешном разгроме французской колонны близ Гёрде и был произведён в полковники. В начале 1814 года вместе с корпусом Вальмодена участвовал в осаде Гамбурга, а в феврале вступил в Нидерланды. Оттеснённый от главных событий, недовольный собственной ролью, страдая зубной болью и артритом, думал о вступлении в голландскую службу. Однако 11 апреля 1814 года официально был принят обратно в состав прусской армии в звании полковника (в августе 1816 года период службы в русской армии был засчитан в его старшинство). Некоторое время командовал бригадой в Германском легионе, а затем всем легионом. Летом участвовал со своим соединением в оккупации Гессена.
30 марта 1815 года переведён в Генеральный штаб и затем назначен начальником штаба 3-го армейского корпуса (командующий И. А. фон Тильман). Принял участие в кампании 1815 года, завершившейся сражением при Ватерлоо. После сражения при Линьи 16 июня всю ночь провёл в седле, руководя отступлением корпуса. Помогал организовывать оборону в ходе боя при Вавре. Награждён Железным крестом II класса.

### После Наполеона
После окончательного падения Наполеона Клаузевиц продолжал занимать должность начальника штаба 8-го армейского корпуса (Кобленц), которым теперь командовал Гнейзенау. Не только исполнял обыкновенные штабные обязанности, но и наблюдал за введением всеобщей воинской повинности в Рейнской области, участвовал в демаркации новой прусско-голландской границы.
После 1815 года Клаузевиц сохранял прежние либеральные устремления и надежду на тесный союз между монаршей властью и народом. Штаб корпуса был прозван «лагерем Валленштейна», потому что и командующий, и начальник штаба имели репутацию не вполне благонадежных подданных. Хотя Карл сочувствовал идее конституции, однако в 1817 году отказался подписать петицию, напоминающую Фридриху Вильгельму III об обещании её даровать. Клаузевиц посчитал такое прошение слишком «демократическим» шагом, продолжая считать благотворными только реформы, идущие сверху. В дальнейшем в неопубликованных работах подчёркивал, что военная необходимость требует от короны тесного союза с обществом и созыва его представителей. В своей записке «О нашем военном устройстве» (1819) писал:
Пруссии необходимо вооружить весь свой народ, чтобы противостоять двум гигантам, которые не перестанут угрожать ей с востока и запада. Неужели она должна бояться больше свой собственный народ, чем этих двух гигантов?
В мае 1818 года Клаузевиц был назначен начальником Военной академии в Берлине и произведён в генерал-майоры. Прежде чем приступить к своим новым обязанностям, временно исполнял должность коменданта Ахена во время проходившего там конгресса. К этому периоду относится начало работы над трактатом «О войне». 
Накануне Рождества 1818 года Клаузевиц прибыл в Берлин. Не был доволен своим новым назначением, полагал курс в академии слишком теоретическим и оторванным от практики. Занимая административную должность, практически не имел возможности влиять на содержание курса. Мало занимался развитием военно-учебного заведения и без успеха добивался перевода на дипломатическую службу. Не удовлетворяясь своим положением, видя усиление консервативных тенденций (особенно после Карлсбадских указов сентября 1819 года), всё больше уходил в теоретическую работу. В 1822 году награждён орденом Красного орла III степени, в 1828 году — тем же орденом II степени с дубовыми листьями.
В 1820-е годы Клаузевиц вместе с супругой вёл активную социальную жизнь, которая периодически прерывалась из-за проблем со здоровьем. 3 июня 1822 года генерал пережил удар неясного характера, который временно парализовал его правую руку. В 1827 году тяжело болел, и родные опасались за его жизнь. К этому времени относится попытка глубоко переработать концепцию трактата «О войне», которая не была завершена. А. Гат полагал, что в 1827 году Клаузевиц испытал глубокий кризис, заставивший его пойти на полный разрыв с прежними военно-теоретическими убеждениями.

### Смерть
В начале 1830 года король Фридрих Вильгельм III удовлетворил прошение Клаузевица перевестись на строевую должность. Он был назначен инспектором 2-й артиллерийской инспекции. В сентябре прибыл в Бреслау и встал во главе инспекции. 27—28 сентября принял участие в подавлении выступления рабочих в городе. В атмосфере наступающего революционного кризиса, вызванного Июльской революцией во Франции, шёл вразрез с распространёнными в Берлине (а также в Санкт-Петербурге) настроениями и считал превентивную войну с Парижем слишком опасной. Вместе с тем, ситуацию расценивал как тревожную и составлял предположения на случай новой войны против Франции. 
После начала ноябрьского восстания в Царстве Польском Клаузевиц был назначен начальником штаба формирующейся на восточной границе Обсервационной армии, которую возглавил генерал-фельдмаршал Гнейзенау. Зимой 1830/1831 годов был в Берлине и участвовал в совещаниях по оценке стратегической ситуации Пруссии, которой теперь угрожала война на два фронта.

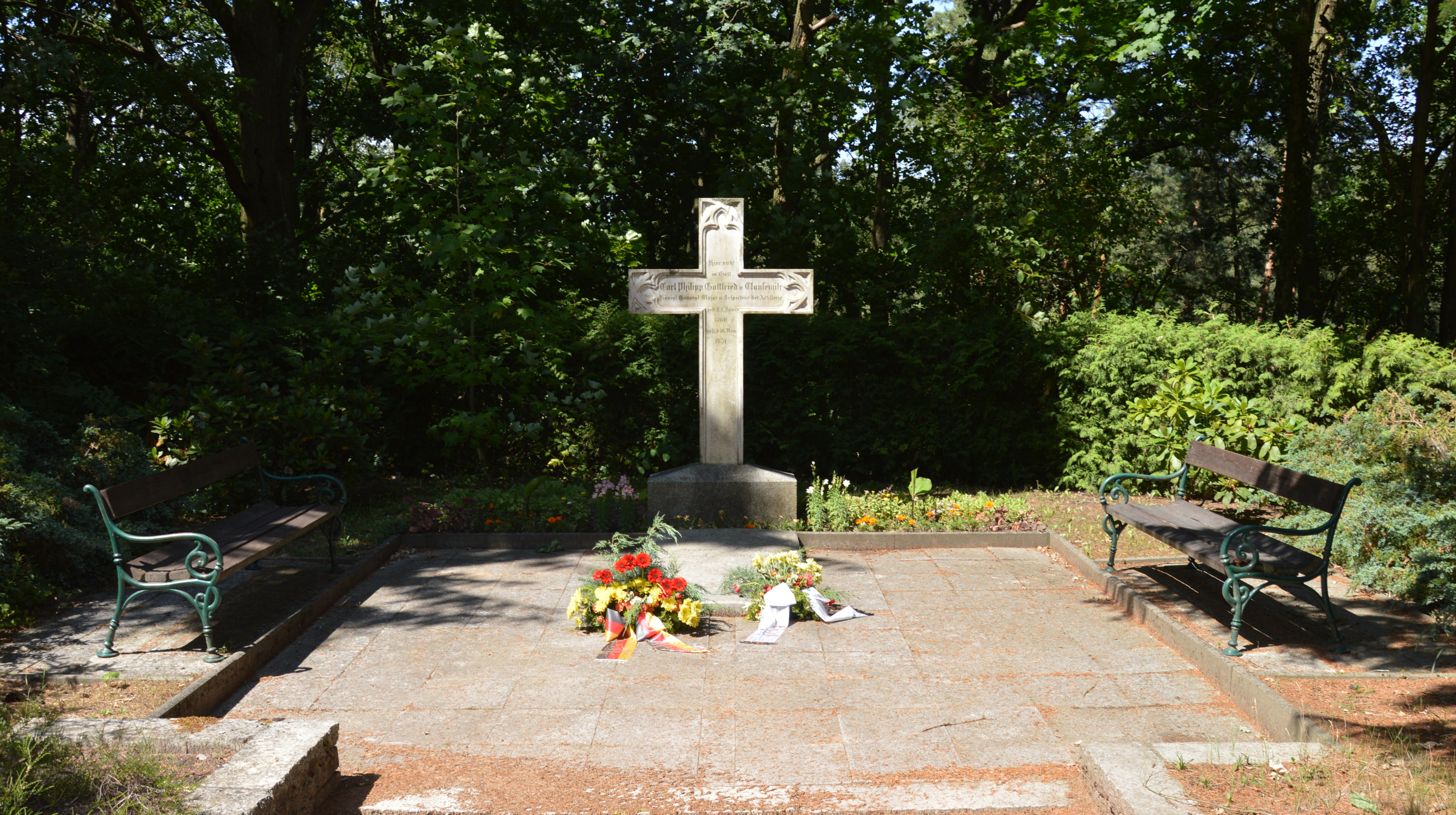
Могила Клаузевица в г. Бург

7 марта 1831 года Клаузевиц покинул Берлин и прибыл в Позен, вернувшись к должности начальника штаба Обсервационной армии. Внимательно наблюдал за политическими событиями во Франции и военными действиями Дибича в Царстве Польском, принимал карантинные меры против распространения эпидемии холеры. 23 августа от холеры скончался Гнейзенау. Генерал был глубоко опечален смертью старшего товарища и недостаточным вниманием двора к его заслугам и семье. Его надежда хотя бы временно остаться во главе армии также не оправдалась, когда последовало назначение командующим К. Ф. фон дем Кнезебека — далёкого от Клаузевица политически и лично ему неприятного начальника. 7 ноября генерал вернулся в Бреслау и 16 ноября почувствовал себя плохо. В тот же день он умер от холеры.

## Награды
Королевства Пруссия:
- Железный крест 2-го класса на чёрной ленте (1815)[7]
- Орден Красного орла 3-го класса (1822)
- Крест за выслугу лет[нем.] (25 лет выслуги) (1825)
- Орден Красного орла 2-го класса с дубовыми листьями (1828)

Российской империи:
- Золотое оружие с надписью «За храбрость» (19 декабря 1812)
- Орден Святой Анны 2-й степени (31 июля 1813)[8]
- Орден Святого Георгия 4-го класса (23 января 1817)
- Орден Святого Владимира 3-й степени (24 сентября 1818)[9]

Королевства Швеция:
- Орден Меча, рыцарский крест (1-го класса)

## Труды

### Происхождение идей
В 1940 году исследователь Э. Хагеман предложил идею «немецкой науки о войне», в которой отражалась германская национальная идея. Он видел начало этой науки в интеллектуальных поисках периода романтизма. Немецкие романтики противопоставляли себя традициям эпохи Просвещения, возвеличивали роль воли и значение случая в конфликте, подчеркивали невозможность создания нормативной системы правил для такого конфликта. Воплощением этого романтического духа Хагеман считал Клаузевица. Прусский мыслитель помещался в контекст других представителей немецкой военной мысли начала XIX века — Шарнхорста, Беренхорста, Рюле фон Лилиенштерна и Лоссау. Названные военные писатели считались предтечей Клаузевица.
Большинство современных историков (П. Паре, А. Гат, Б. Хёйзер и др.) следуют этому пути и выводят военную мысль Клаузевица из общекультурного контекста его эпохи, прежде всего из идей контрпросвещения. В 2010—2020-е годы эту традицию подверг критике польский исследователь Я. Ендрысяк, который указывал на то, что интерпретаторы слишком увлеклись связями Клаузевица с культурой его времени и, отчасти из-за недоступности архивных документов, недооценили значение стратегического контекста. Угрожающее положение Пруссии в центре Европы оказывало большее влияние на умы военных, нежели какие-либо философские концепции и культурные веяния.
В отличие от современных ему военных мыслителей, таких как эрцгерцог Карл, Жомини или Бюлов, Клаузевиц придерживался более реалистического подхода к военному делу. В его работах отвергается догматизм, господство схем, непроверенные опытом умозрительные заключения. Теория военного дела ставится в соответствие с теорией искусства (например, живописи): в войне исследованию доступна только низшая, ремесленная часть, а высшая часть — область свободного творчества гения. Составление правил для ведения войн бессмысленно, потому что почти всё зависит от множества неизвестных (морально-нравственных качеств войск, их состояния, случая и т. п.).
Клаузевиц отличается от других военных мыслителей глубиной своего проникновения в вопросы войны. Он не стремился написать книгу о том, как следует вести войну, чтобы одержать победу. Отвергая абстрактное мышление, характерное для эпохи Просвещения, Клаузевиц сближался с нарождающимся историзмом. Методы ведения войн зависят от конкретных условий эпохи, соответственно, война меняется, и каждой эпохе соответствует свой тип вооружённого конфликта. Клаузевица интересовало, что составляет неизменную сущность войны, и он стремился отделить ее от того, что лежит на поверхности и подвержено изменению. Он полагал, что суть войны ярко проступила наружу в ходе Наполеоновских войн, когда сражение стало кульминационным и решающим событием, а насилие не встречало традиционных преград. Методичная манера ведения войны XVIII века была искажением сути военного дела.

### «1806 год»

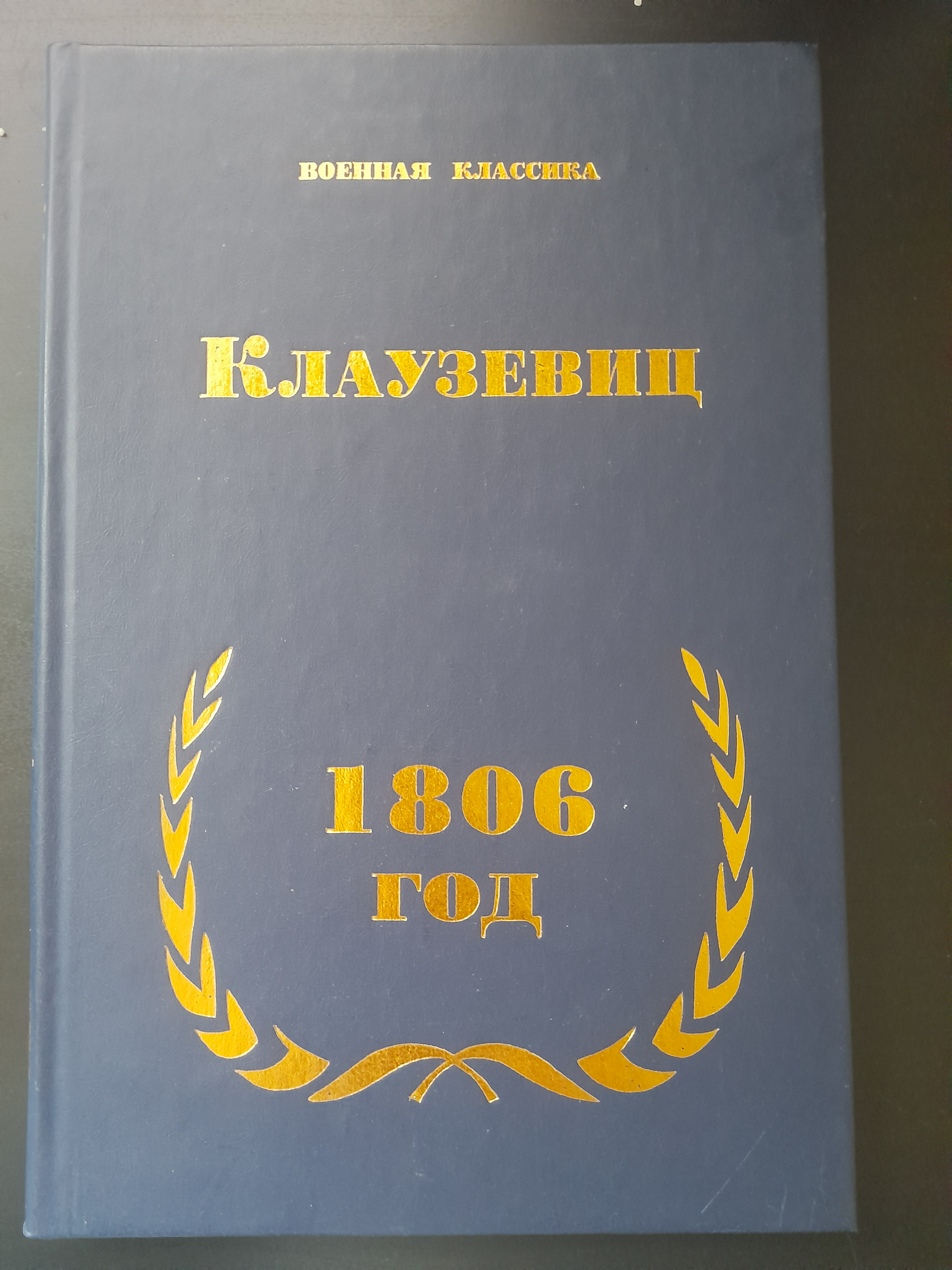

История кампании 1806 года была написана Клаузевицем в 1823—1824 годах, после чего, в 1828 году, он переработал текст после посещения поля битвы при Йене и Ауэрштедте. По задумке, эта работа должна была стать первым шагом к более обширному труду по истории Пруссии в начале XIX века. Однако такой труд так и не был начат. Клаузевиц использовал доступные немецкие и французские источники, но в значительной степени полагался на собственные воспоминания и общение с участниками событий. В рукопись вкрались неизбежные неточности в датах и исчислении сил сторон, но характеристики личностей и оценка ошибок придают ей большую ценность. В отличие от других исторических работ Клаузевица, «1806 год» субъективен и полемичен. Книга писалась с целью доказать неизбежность поражения фридриховой Пруссии и, таким образом, обосновать последовавшие после 1806 года реформы. Поскольку это сочинение содержало неприкрытую критику состояния прусского королевства и влиятельных фигур, оно было издано только в 1888 году (Nachrichten über Preussen in seiner grossen Katastrophe).
«1806 год» был издан в СССР в 1937 и 1938 годах, а затем несколько раз переиздавался.

### «Принципы войны»
«Принципы войны» — наиболее яркое и важное произведение раннего Клаузевица. В 1810—1812 годах он проводил занятия по военному искусству с кронпринцем Фридрихом Вильгельмом. Покидая Пруссию в апреле 1812 года, Клаузевиц отправил своему ученику сочинение, которое представляло собой сведенный воедино прочитанный курс. Характерная черта «Принципов войны» — акцент на моральный фактор, смелые и агрессивные действия.
В России «Принципы войны» впервые были изданы в 1888 году в переводе генерала М. И. Драгомирова, с его предисловием и комментариями. Драгомиров работал с французским переводом Клаузевица, и его переложение затем сверялось по немецкому оригиналу генералом М. А. Газенкампфом. Как и многие современники, русский переводчик полагал, что «[в] этой записке — ядро всей системы Клаузевица». Однако при всей схожести с отдельными местами из трактата «О войне», это раннее произведение всё же отличается от главного труда прусского военного мыслителя. В «Принципах» Клаузевиц предстаёт значительно более ориентированным на наступательные действия, нежели в более поздней работе. «О войне» признавала преимущество обороны перед наступлением. В изданиях XIX века трактат «О войне» часто сопровождался «Принципами войны», которые должны были служить как бы краткой выжимкой обширной философской работы. В результате, учение Клаузевица искажалось и представлялось более агрессивным и решительным, чем оно было на самом деле. В 1889 году «Принципы войны» с комментариями Драгомирова вышли на французском языке и способствовали росту интереса к Клаузевицу во Франции.
В дальнейшем в России распространился перевод Л. А. Игоревского, выполненный с английского перевода Г. фон Гатцке.

### «Исповедь»
16 февраля 1812 года (или за несколько дней до этой даты) Клаузевиц составил записку, известную как «Исповедь» (Bekenntnisdenkschrift). Составление этого документа было связано с заключением франко-прусского союза и решением автора покинуть прусскую службу. Рукопись имела хождение среди сторонников реформ. «Исповедь» была разделена на три части: призыв к сопротивлению французам, политический обзор положения Пруссии и оценка возможностей королевства вести войну. 

«Я отрицаю пустую надежду спастись, благодаря случаю.
Угрюмое ожидание будущего, которое притупленная чувствительность отказывается признавать.
Детскую надежду смягчить гнев тирана добровольным разоружением, завоеванием его доверия путем малодушного подчинения и лести.
Ложную покорность подавленного интеллекта.
Глупое недоверие к нашим данным Богом способностям.
Греховное пренебрежение любой ответственности за общее благо.
Позорное жертвование всякой честью государства и народа, всяким личным и человеческим достоинством.
Я верю и исповедую, что люди ничего не ценят выше, чем достоинство и свободу своего существования.
Что следует защищать их до последней капли крови.
Что нет более высокого долга для исполнения, нет более высокого закона для подчинения.
Что позорное пятно трусливого подчинения никогда не будет смыто.
Что это капля яда в крови нации передастся потомству, калеча и разрушая силу будущих поколений.
Что честь короля и правительства едины с честью народа, и первая является единственным стражем народного благополучия.

Что даже разрушение свободы после кровавой и честной борьбы обеспечивает возрождение народа».— Clausewitz C., von. Historical and Political Writings. Ed. by P. Paret and D. Moran. Princeton: Princeton University Press, 1992. P. 290.

### «1812 год»

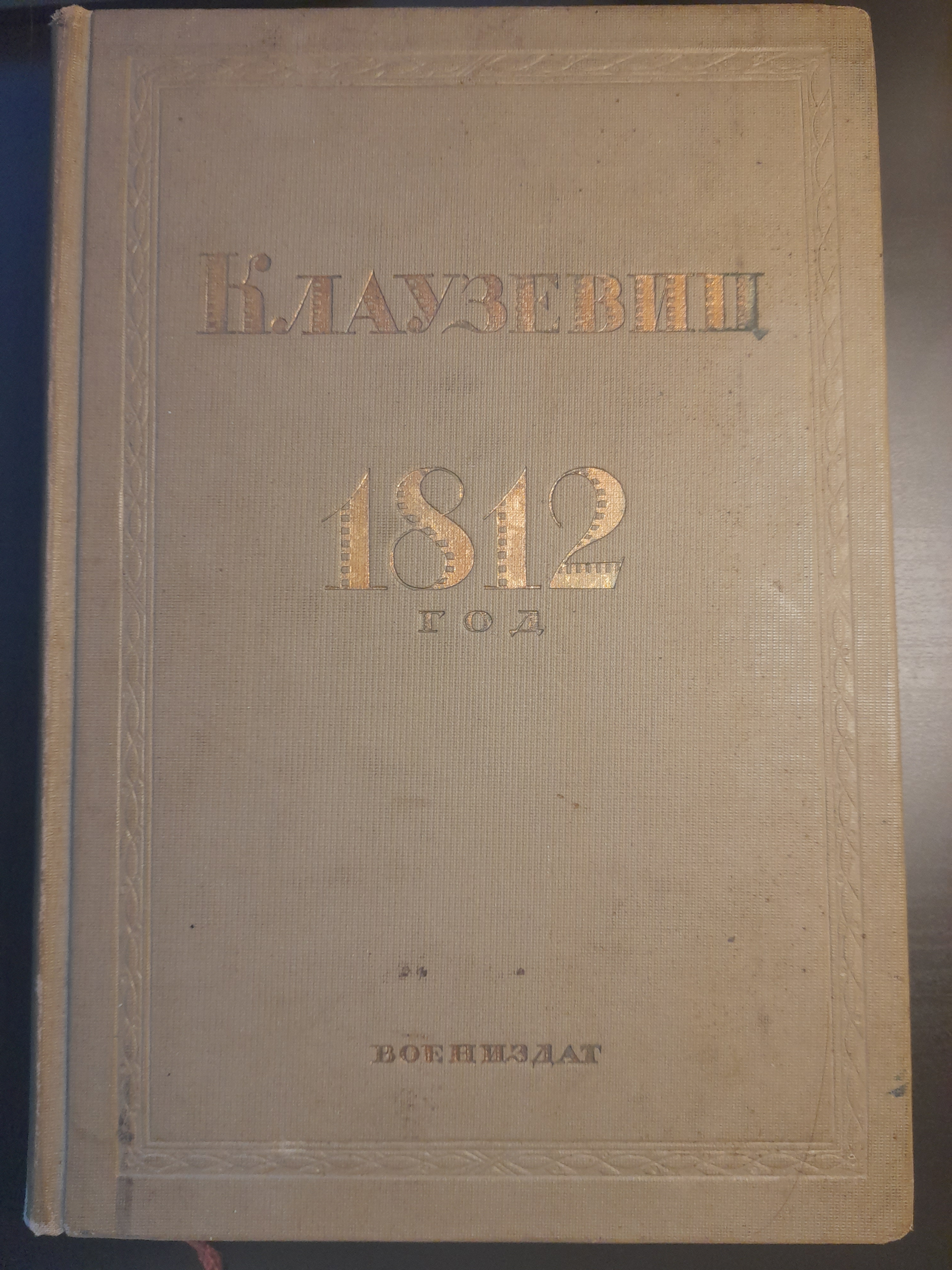

Рукопись о кампании 1812 года писалась Клаузевицем с перерывами, начиная с 1814 года и до 1823 года. Вероятно, он предполагал создать аналитическое исследование кампании и собственные воспоминания о ней. В 1823—1825 годах, не реализовав полностью свой замысел, Клаузевиц составил единую рукопись из различных разрозненных фрагментов. Сочинение представляло большой интерес, благодаря метким характеристикам действующих лиц и их взаимоотношений, подробным описанием роли Пфуля и истории лагеря на Дриссе, анализом стратегических решений Наполеона, оценкой итогов Бородинского сражения и распоряжений Кутузова в этом бою. В 1835 году история кампании 1812 года была издана, причем рукопись Клаузевица подверглась сильной обработке редактором. Были смягчены многие выпады в адрес лиц и выброшены крупные фрагменты оригинального текста. Рукопись этого сочинения хранится в фондах университета Мюнстера.
В 1937 году под редакцией комдива А. А. Свечина в СССР был издан перевод истории кампании, выполненный А. К. Рачинским и М. И. Протасовым. Издание было сопровождено несколькими письмами Клаузевица к его жене и затем неоднократно воспроизводилось.

### «О войне»

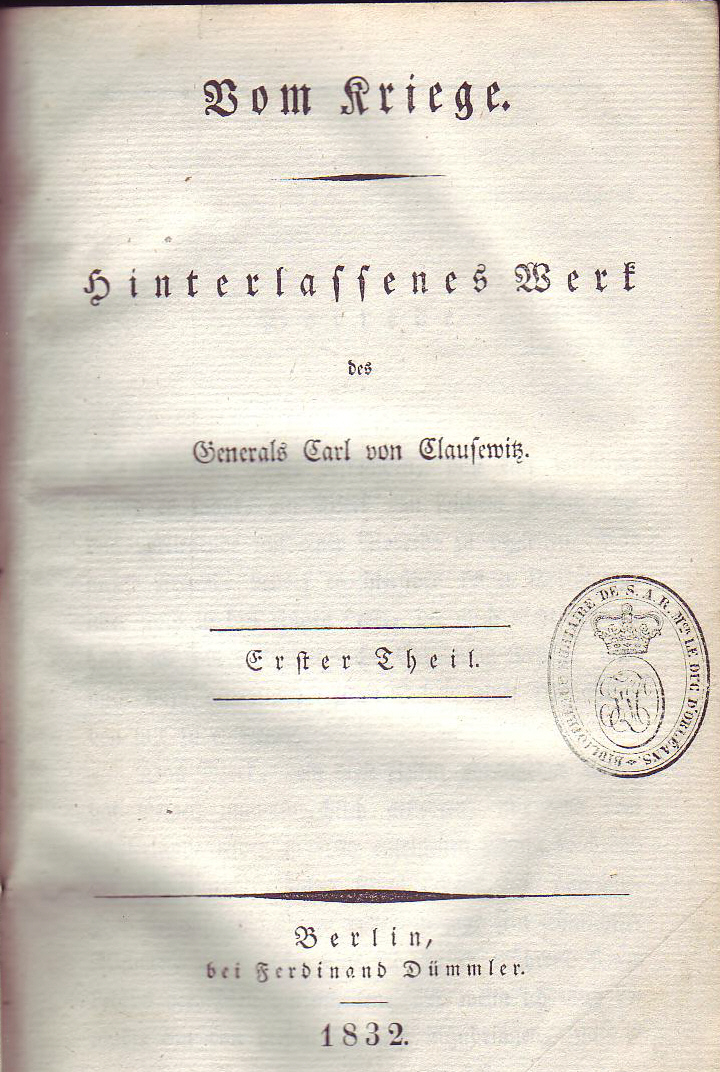

Главным трудом Клаузевица является обширный трактат «О войне». Замысел этой работы относится примерно к 1815—1816 годам. Не позже 1818 года Клаузевиц приступил к написанию, однако труд так и не был закончен при жизни. Как показывают записки его жены, он не планировал публиковать эту работу при жизни: «Его самым сокровенным желанием было закончить свою работу, но сообщать о ней миру не входило в его планы. Когда я пыталась убедить его поменять это решение, он часто отвечал полушутя, но возможно и с предчувствием своей ранней смерти: Ты опубликуешь ее». Мария фон Клаузевиц опубликовала трактат «О войне» в 1832—1834 годах. В 1853 году вышло второе издание этого труда.
«О войне» состоит из восьми книг (частей):
- Книга I. Природа войны
- Книга II. Теория войны
- Книга III. Общие вопросы стратегии
- Книга IV. Бой
- Книга V. Вооруженные силы
- Книга VI. Оборона
- Книга VII. Наступление
- Книга VIII. План войны

В книге I Клаузевиц выдвигал несколько отправных точек для своего исследования войны: центральную роль насилия, которое сдерживается наличием трения, сопротивляющегося противника и политических целей. Природа войны описывается «троицей», которая фиксируется в главе 28 (книга I). В сжатом виде эти отправные точки можно представить так:
Насилие. В центре войны лежит насилие, а война ведётся с целью заставить противника выполнить свою волю. Ведущий войну заинтересован в том, чтобы максимизировать насилие и лишить противника возможности сопротивляться. Однако такая абсолютная война в действительности не встречается.
Трение — одна из причин, по которой абсолютная война невозможна. Недостатки человеческой природы и множество случайностей ведут к разрыву между замыслом и реализацией.
Оборона. Противник сопротивляется и предпринимает свои собственные шаги. Оборонительные действия дают ему возможность отсрочить развязку боевых действий.
Политика. Война есть продолжение политики, только иными средствами. Война подчиняется политическим целям, которые приводят к ограничению её абсолютной природы.
Троица. Таким образом, война это «удивительная троица», которую составляют 1) насилие и страсти (область во власти слепого инстинкта), 2) вероятности и случай (область человеческой деятельности), 3) подчиненность войны политике (сфера рассудка). Трём элементам соответствуют три действующих на войне силы — народ, армия (полководец) и правительство.
В первых главах Клаузевиц изображает природу войны как абсолютное и ничем не сдерживаемое насилие. Но в последующих главах выдвигается совсем иное понимание войны — как инструмента политики. Это противоречие озадачивало многих читателей «О войне» и создавало Клаузевицу репутацию туманного мыслителя с недоступными для понимания идеями. Завершая книгу VIII в 1827 году, Клаузевиц осознал односторонность своего подхода. Он перестал настаивать на том, что стратегия сокрушения выше стратегии ограниченных действий, и стал в соответствующем духе перерабатывать книгу I. Пересмотр концепции не был завершён до смерти мыслителя, в результате чего трактат имеет внутренние противоречия.
После неудачного перевода «О войне» на русский язык генералом К. М. Войде (1905) в 1934 году был издан перевод А. К. Рачинского под редакцией А. А. Свечина.

## Посмертная репутация
В упрощенном виде историю наследия Клаузевица можно представить как движение от забвения в 1830—1860-е к признанию и возведению в культ в 1880—1914 годы, затем от критики в 1920—1940-е к возрождению интереса и почитания в эпоху Холодной войны.

### Первые читатели
Когда «О войне» была опубликована в 1832—1834 годах, книга не произвела большого впечатления. Отчасти из-за глубины исследования, отчасти из-за незавершенности она приобрела репутацию тяжёлого и неясного философского трактата для избранных, который мало поможет будущему генералу постичь основы своего ремесла. Несколько позже французский военный писатель Ю. Камон отмечал, что читатель трактата «пребывает в метафизическом тумане». Однако в узком кругу специалистов работа была встречена скорее благосклонно. Ещё прусско-швейцарский теоретик В. фон Рюстов отмечал, что «Клаузевиц цитируется часто, но читается очень редко».
Клаузевиц оставался практически неизвестен за пределами военного круга. Одними из первых среди политических мыслителей на него обратили внимание К. Маркс и Ф. Энгельс. Последний высоко оценивал «О войне», что имело большое значение для судьбы наследия прусского мыслителя в коммунистических странах. Клаузевиц появляется в качестве эпизодического персонажа в романе Льва Толстого «Война и мир» (1865—1869). Ю. Камон высказывал предположение, что писатель заимствовал характеристики генералов из книги Клаузевица «1812 год».
Клаузевиц долго оставался практически неизвестен во Франции из-за языкового барьера и конкуренции с швейцарцем А.-А. Жомини, авторитетным франкофонным военным теоретиком. Первый перевод «О войне» на французский был выполнен в Бельгии в 1849—1851 годах майором Нойенсом (Neuens). Но появление французского издания не стало толчком для популяризации Клаузевица, и западнее Рейна влияние прусского мыслителя оставалось ничтожным.
Одним из ранних проповедников Клаузевица в англоязычном мире был британский офицер Дж. Митчелл, но его усилия, относящиеся к 1830—1840-м годам, остались тщетными. Жомини прочно владел умами британских и американских военных, а в американской военной академии Уэст-Пойнт жоминистская традиция была особенно прочной.

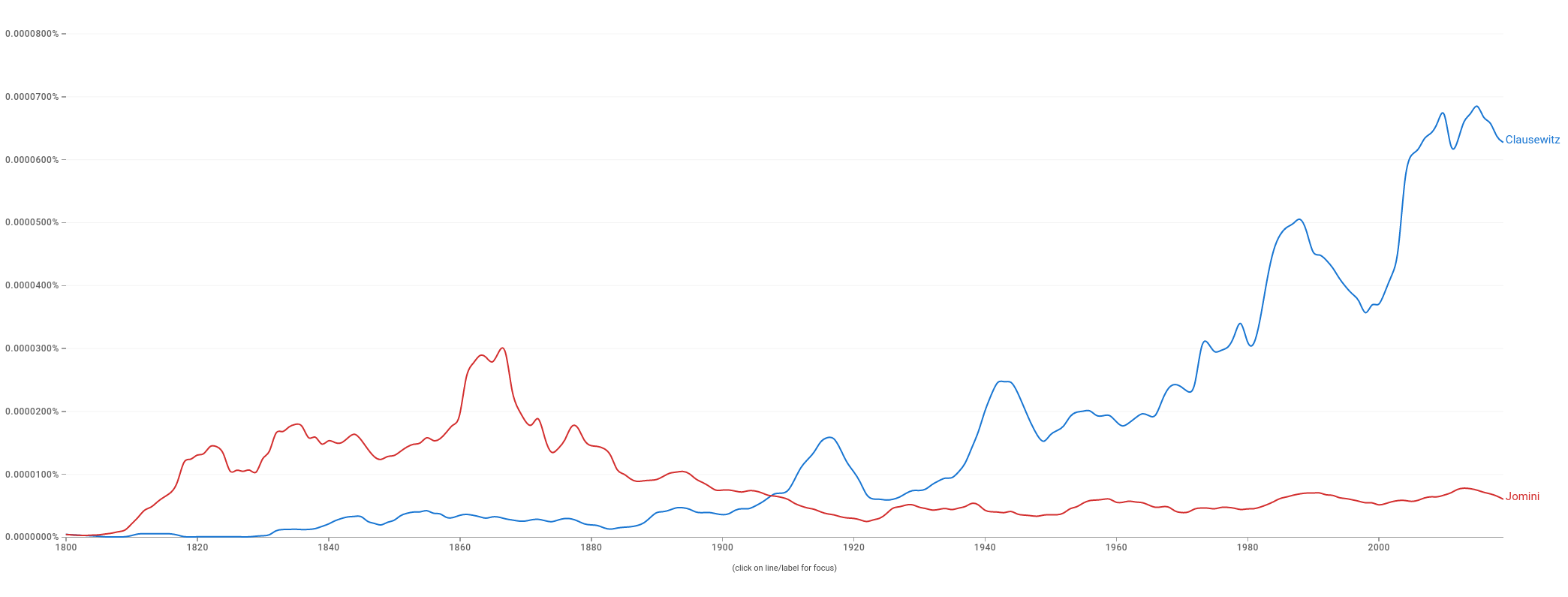
Частота упоминаний в англоязычной литературе: Клаузевиц (синий) и Жомини (красный)

Среди военных интеллектуалов в России Клаузевиц быстро стал почитаемым автором. Барон Н. В. Медем включил труд «О войне» в свое «Обозрение известнейших правил и систем стратегии» (1836) и дал ему высокую оценку. Однако в России, как и в других странах, авторитет Жомини подавлял конкурентов. Ближе к концу XIX века в стратегических дискуссиях доминировало имя Г. А. Леера, работы которого также не способствовали интересу к прусскому мыслителю.
Исследования упоминаний Клаузевица и Жомини наглядно показывают, что до 1870-х годов прусский теоретик был почти незаметен на фоне своего швейцарского конкурента. Графики частот упоминаний двух мыслителей в англоязычной литературе пересекаются только около 1914 года, и XX век уже проходил при полном доминировании Клаузевица.

### Возведение в культ
В 1870—1871 годах Пруссия одержала победу во франко-прусской войне, что имело большое значение для судьбы наследия Клаузевица. В 1870-е годы и особенно в следующее десятилетие наметилась тенденция представлять его предтечей прусских побед и отцом-основателем немецкого военного искусства. Возвышение Клаузевица была связано с тем, что Мольтке Старший прямо признавался, что «О войне» оказала на него большое влияние. «Клаузевиц — наш бессмертный великий учитель, — писал в 1882 году генерал В. фон Блуме, — который в ясной и отчетливой форме показал нам, какую важную роль играет бой на войне, чем и предохранил нас от ошибочных теорий. Ему принадлежит большая часть успехов, которые достигнуты в последнее годы стратегией и немецкими армиями». Ряд немецких военных писателей ссылались на Клаузевица как на классика военной мысли или явно шли по его стопам. Особенно, это относится к А. фон Богуславскому, С. фон Шлихтингу, Х. фон Фрейтаг-Лорингофену и Р. фон Кеммереру. Историк Х. Дельбрюк, опирался на теоретические наработки Клаузевица, отстаивая легитимность войны на истощение в противоположность сокрушению.
Уже в 1873 году появилось первое англоязычное издание «О войне» (перевод выполнил британский полковник Дж. Грэм). Однако переложение мало способствовало распространению идей Клаузевица в Великобритании и в США. Только в 1890-е годы подполковник Дж. Ф. Р. Хендерсон стал продвигать немецкого мыслителя в британском Штабном колледже в Кемберли. Взрыв интереса к Клаузевицу в Великобритании произошёл в десятилетие между англо-бурской войной и началом Первой мировой. В частности, прусский писатель оказал значительное влияние на Дж. Корбетта — наиболее важного британского теоретика морской стратегии.
После своего поражения в франко-прусской войне французская армия прошла через период подражания немецким образцам. В 1880-е годы влияние Клаузевица чувствовалось среди многих военных умов Франции, например, у Л. Кардо, Ж. Жильбера, Л. Майара и А. Бонналя. В 1885 году майор Кардо читал лекции о Клаузевице во французской Военной школе, а в 1886—1887 годах появился новый перевод мыслителя на французский, выполненный подполковником де Ватри. Среди французов сохранялся скепсис относительно Клаузевица. Ю. Камон выдвинул мысль, что прусский писатель не понял наполеоновское военное искусство. Б. Г. Лиддел Гарт предположил, что Клаузевиц оказал решающее влияние на авторов агрессивной доктрины offensive à outrance («наступления во что бы то ни стало»), которая была принята во Франции накануне 1914 года.
Интерес к Клаузевицу во Франции зародился не без влияния генерала М. И. Драгомирова, который также популяризовал прусского мыслителя в России. Однако там влияние Клаузевица сдерживалось, благодаря Лееру и его ученикам, разрабатывавшим более наукообразную теорию военного искусства. В 1905 год появилось первое издание «О войне» на русском (перевод генерала К. М. Войде).
До 1914 года Клаузевиц понимался как пророк стратегии сокрушения, которая дала блестящие результаты в ходе войн за объединение Германии. Его имя связывалось с наступательными стратегическими и тактическими доктринами, приматом на войне воли — распространённых идей в военной среде XIX и начала XX веков. Прямые заявления Клаузевица о превосходстве обороны над наступлением игнорировались.

### Критика после Первой мировой
Первая мировая война привела к дискредитации прежних наступательных воззрений европейских военных. Соответственно, пострадал авторитет Клаузевица как военного мыслителя. Автор «О войне» теперь виделся в качестве «Махди масс» (определение Б. Г. Лиддел Гарта), заразившего наступательным духом военачальников, которые, в свою очередь, привели целое поколение к ужасам мировой войны, отравляющим газам и гекатомбам погибших. Книга Э. Людендорфа «Тотальная война» (1935) также нанесла косвенный удар по репутации Клаузевица. В этой работе формула Клаузевица «война — продолжение политики» переворачивалась с ног на голову: Людендорф предвещал, что в «тотальных войнах» политическая сфера будет подчинена военным усилиям. Хотя этот тезис совершенно не соответствовал содержанию трактата «О войне», Клаузевиц становился как бы провозвестником германского милитаризма.
В США и Западной Европе интерес к автору «О войне» заметно ослабел. Клаузевиц начинал пониматься скорее как фигура исторического интереса, нежели как актуальный военный или политический мыслитель. В 1918 году историк Х. Ротфельс защитил диссертацию «Карл фон Клаузевиц: политика и война». Работа была издана отдельной книгой в 1920 году, на долгие годы став наиболее авторитетной биографией прусского военного мыслителя. В статье 1943 года, ориентированной на англоязычную аудиторию, Ротфельс постарался представить Клаузевица не таким примитивным писателем, как это следовало из работ Лиддел Гарта. В 1935 году Б. Кроче опубликовал статью «Действие, успех и суждение в „О войне“ Клаузевица», впервые предложив рассматривать трактат как философское произведение.
В Третьем Рейхе Клаузевиц продолжал считаться актуальным военным мыслителем и выразителем германского духа. А. Гитлер использовал вырванные из контекста цитаты, чтобы подтвердить свои тезисы и представить себя продолжателем прусских военных традиций. Кроме того, в нацистской Германии продолжилось плодотворное изучение биографии Клаузевица стараниями В. М. Шеринга и Э. Хагемана. Шеринг заявлял, что Клаузевиц стоит «на одном уровне с Гёте и Шиллером, с Кантом, Фихте и Гегелем». Накануне нового 1944 года «Исповедь» Клаузевица зачитывалась немцам по радио прямо перед новогодним обращением фюрера. Несмотря на наружное почитание, степень влияния Клаузевица на создателей Вермахта остается под вопросом. Так, фельдмаршал Э. фон Клейст признавался, что его поколение пренебрегало изучением его идей.

### В СССР
Благодаря уважению, которое питали к Клаузевицу Энгельс и Маркс, интерес к прусскому теоретику всегда сохранялся в среде коммунистов. В. И. Ленин прочёл «О войне» во время Первой мировой войны, сделал из трактата выписки, ссылался на Клаузевица и рекомендовал читать его своим соратникам. В мае 1918 года лидер большевиков использовал авторитет Клаузевица, призывая критиков Брестского мира «серьезнее относиться к обороне страны».
Прусский военный теоретик оставался важным источником вдохновения для строителей Красной армии. В 1924 году А. Е. Снесарев написал небольшую биографию Клаузевица, предназначавшуюся в качестве вступления для его перевода трактата «О войне». «Для нас в наши дни особенно полезно вспомнить Клаузевица, — отмечал Снесарев. — Пережив мировую и гражданскую войны, духовно разъединив их, как что-то глубоко различное, в результате не изучая и не изучив ни ту, ни другую, мы так же, как это было в годы после Наполеона, плывем на ладье фраз, гипотез, строительства теорий, хотя мы и называем их иными именами». Однако издать «О войне» или биографию Клаузевица Снесареву не удалось (биография была опубликована только в 2001 году). Значительную роль в популяризации прусского мыслителя в СССР сыграл А. А. Свечин. Ему принадлежала редакторская работа советского издания «О войне» (1934), а также некоторых других работ Клаузевица. В 1935 году он опубликовал свою биографию Клаузевица в серии «Жизнь замечательных людей». Свечин сожалел об идеализме автора «О войне» и его реакционном монархизме, но признавал в нём глубокого исследователя. Будучи сторонником стратегии измора, советский комдив особенно подчёркивал признание прусским военным философом преимуществ обороны. К 1941 году в Советском Союзе было распространено 55 000 экземпляров советского издания «О войне».
В 1938 году Мао Цзэдун прочёл «О войне», и книга серьёзно повлияла на его политическое мышление и теорию партизанской войны.
И. В. Сталин считал Клаузевица частью враждебной традиции германского милитаризма. В 1944 году советская пресса резко раскритиковала прусского военного теоретика, а в июле 1945 года появилась критическая статья подполковника Г. П. Мещерякова «Клаузевиц и немецкая военная идеология» в журнале «Военная мысль». Военный историк полковник Е. А. Разин высказал сомнения в тезисах статьи, указал на высокую оценку Клаузевица со стороны Энгельса и Ленина и обратился за разъяснением к Сталину. Вождь ответил Разину публичным письмом и призвал критически воспринимать германскую военную мысль, помня, что Ленин возвеличивал политическую (но не военную) сторону работ Клаузевица. В соответствие со сталинскими установками нейтральная статья о Клаузевице в 1-м издании Большой Советской энциклопедии (1938) сменилась ругательной статьей во 2-м издании (1953). Клаузевиц объявлялся «крупнейшим представителем немецкой реакционной военной идеологии». Возможность пересмотреть эти оценки открылась только после критики Сталина на ХХ съезде (1956).
Однако в эпоху Холодной войны в СССР не было сделано попытки глубокого анализа теорий Клаузевица. В 1960-е и 1980-е годы возникали дискуссии о рациональности возможной ядерной войны, в которых проговаривалась формула о войне как продолжении политики. Но имя ее автора редко даже называлось.

### Возрождение
После Второй мировой войны в западных странах начался новый виток интереса к Клаузевицу. Прусский военный мыслитель вернулся в качестве актуального автора для понимания современных политических и военных проблем. Взрыв интереса к нему в США, Западной и Восточной Германии, а также в других странах, сопровождался расширением сфер применения теорической мысли Клаузевица. Его имя стало использоваться для философских и социологических работ и даже для пособий по ведению бизнеса. С другой стороны, популяризация Клаузевица привела к «господству формулы», когда разносторонняя теория, изложенная в «О войне», сводилась к афоризму «война есть продолжение политики иными средствами».
Новым лидером исследований Клаузевица и его наследия становились США. Благодаря усилиям Б. Броди, Г. Кана, С. Хантингтона, Р. Осгуда, Г. Киссинджера и их коллег, в 1950-е годы стала подчёркиваться важность Клаузевица для понимания современных военно-политических проблем. Идеи Клаузевица стали неотделимы от разработки американской стратегии и внешней политики в ядерный век. В центре дискуссий находились два вопроса. Во-первых, ядерное оружие ставило под вопрос формулу Клаузевица, потому что война более не выглядела как рациональное средство ведения политики. Во-вторых, угроза ядерной войны сделала конфликты локальными и ограниченными, что также требовало объяснения в свете того, что Клаузевиц по-прежнему воспринимался как теоретик абсолютной войны.
В дискуссии, которые шли в США, постепенно вовлекались участники из других стран НАТО. В ФРГ проблемы ядерного века накладывались на наследие двух мировых войн. Для немцев было важно оторвать Клаузевица от германского милитаризма и вернуть в русло либерально-демократической традиции. В 1952 году вышла новая критическая публикация «О войне» на немецком языке, которую выполнил В. Гальвег — наиболее авторитетный специалист по Клаузевицу в послевоенной ФРГ. В 1961 году в Западной Германии было создано Общество Клаузевица, которое объединяло преимущественно офицеров штабной службы. В 1971 году власти ГДР организовали перенос останков Клаузевица и его жены из польского Вроцлава в Бург.
Во Франции Клаузевиц пользовался вниманием скорее левой интеллигенции, нежели военных или политиков. Так, новый французский перевод в 1955 году выполнила Д. Навиль, близкая к троцкизму. Но «левый крен» в изучении Клаузевица на французском быстро сошёл на нет. Внимание к его работам демонстрировали философы Э. Вейль, А. Глюксманн и Р. Жирар и социолог Р. Арон.

Передача цветного портрета военного теоретика Германии Карла фон Клаузевица Руководству Академии Бундесвера ФРГ в Академии Художеств России 18.05.2004 г. В настоящее время этот портрет находится в административном здании Академии Бундесвера ФРГ в г. Гамбург в Германии

Интерес к Клаузевицу ещё более возрос после Вьетнамской войны, когда стало ясно, что идеи прусского военного мыслителя представляли удобную отправную точку для анализа неудач США. Наиболее эффектным образом это было продемонстрировано в книге полковника Г. Саммерса о поражении во Вьетнаме. «О войне» постепенно становилась обязательным чтением для обучающихся в Военном колледже ВМС (1976), Военном колледже ВВС (1978) и Военном колледже армии США (1981).
1976 год можно считать кульминацией «возрождения» Клаузевица. Во-первых, в этом году вышел третий перевод «О войне» на английский язык, выполненный П. Паре и М. Говардом. Хотя это издание критиковалось некоторыми специалистами, оно несомненно способствовало популярности Клаузевица в англоязычном мире. Во-вторых, в том же году появилась влиятельная книга о Клаузевице французского социолога Р. Арона. В ней он пытался вписать прусского военного мыслителя в дебаты о природе международных отношений, которые шли в 1950—1970-е годы. Арон придал Клаузевицу интеллектуальный лоск, свидетельствующий о его актуальности для изучения политических отношений. В-третьих, была опубликована биография П. Паре «Клаузевиц и государство» (Clausewitz and the State), которая признается многими лучшей работой о военном мыслителе. Паре показывал не только основные жизненные вехи своего героя и истоки его идей, но выдвинул на передний план особое отношение Клаузевица к государству. По мнению биографа, прусский мыслитель был одним из первых, кто начал воспринимать государство в современном ключе.
Историки М. ван Кревельд и Дж. Киган критиковали Клаузевица и энтузиазм по поводу применения его теорий в современном мире. Локальные конфликты приобретают асимметричный характер, когда государство сталкивается с негосударственным актором (бандформированием, партией, религиозной группой). Ван Кревельд полагал, что мышление в духе «тринитарных» войн (основанных на троице Клаузевица) в таких условиях более не применимо. Дж. Киган считал Клаузевица опасным философом, потому что его «политическая философия лежит в основе тоталитарного государства». Большинство специалистов по Клаузевицу отвергают оба эти направления критики.
Академик РАН А. А. Кокошин, 6-й секретарь Совета безопасности РФ, весьма высоко оценивает Клаузевица как военного мыслителя и военного историка, особенно отмечая его роль в разработке теории войны как продолжения политики иными, насильственными средствами. Это в свою очередь определяет примат политики по отношению к военной стратегии, что в развитие Клаузевица детально разработано в трудах таких видных отечественных теоретиков и военачальников, как А. А. Свечин и Б. М. Шапошников. По мнению Кокошина, это положение теории Клаузевица актуально в любых исторических условиях.
Кокошин также считает исключительно важными для реалистического понимания природы войны введенные Клаузевицем понятия «трение войны» и «туман войны», что делает войну сферой неопределенного и недостоверного. Кокошин считает, что исключительная важность этих двух понятий недооценивается многими современными военными учеными и практиками.